# Hymenophyllum rosenstockii
Hymenophyllum rosenstockii är en hinnbräkenväxtart som beskrevs av Guido Georg Wilhelm Brause. Hymenophyllum rosenstockii ingår i släktet Hymenophyllum och familjen Hymenophyllaceae. Inga underarter finns listade.